# Bombay Beach (Kalifornija)
Bombay Beach je naseljeno područje za statističke svrhe u američkoj saveznoj državi Kalifornija. Prema popisu stanovništva iz 2010. u njemu je živjelo 295 stanovnika.